# Eremotrogus pruinosus
Eremotrogus pruinosus är en skalbaggsart som beskrevs av Hermann Julius Kolbe 1914. Eremotrogus pruinosus ingår i släktet Eremotrogus och familjen Melolonthidae. Inga underarter finns listade i Catalogue of Life.